# Steve Della Casa
Steve Della Casa (Torí, 25 de maig de 1953), és un crític de cinema i director artístic italià.

## Biografia
Fill del professor universitari de sànscrit Carlo Della Casa, es va graduar el 1977 a la Universitat de Torí amb una tesi sobre l'oest americà dels anys cinquanta. El 7 de desembre de 1974, juntament amb altres estudiants universitaris, va obrir el cineclub Movie Club, que vatancar el 21 de desembre de 1984.
La seva activitat com a soci de cineclub va derivar després en la de director de festivals, començant pel Festival de Cinema de Torí on va treballar des de la primera edició el 1982 i després va ser el seu director únic el 1999. El 2022 va ser convocat de nou per dirigir el Festival de Cine de Torí, després d'haver deixat aquest càrrec el 2002. També col·laborarà amb el Festival de Cinema de Venècia, el de Festival de Cinema de Locarno, el de San Sebastià i el de Taormina. Paral·lelament a aquesta activitat, també és assagista i presentador i autor de ràdio i televisió. Des del 2014 és el director artístic del Festival de Cinema de Busto Arsizio i des del 2017 del festival "Grande Cinema Italiano" de Poggio Mirteto (RI).
A la dècada del 1970 també va tenir un fort compromís polític. Es va unir al grup catòlic Gioventù Studentesca l'any 1967, més tard es va unir a Lotta Continua als anys 70 (on era conegut amb el sobrenom de "Steve"). Va estar implicat (juntament amb altres militants com Angelo Luparia, Alberto Bonvicini, el futur col·laborador de "Blob" Peter Freeman i el futur metge i exponent radical Silvio Viale) en la investigació de  l'Atemptat al bar Angelo Azzurro de via Po a Torí on, arran del llançament d'un cóctel molotov, el jove estudiant Roberto Crescenzio, de només 22 anys, va ser cremat viu l'1 d'octubre de 1977. Della Casa va estar implicat a causa del testimoni de Roberto Sandalo, expulsat de Lotta Continua pel mateix Della Casa i el 1980 va estar un any en presó preventiva.
El 1984 va ser condemnat a tres anys de presó per complicitat en homicidi agravat, sobre la base d'un judici que va despertar discussió perquè es basava exclusivament en testimonis de persones no implicades directament en els fets. Della Casa sempre ha proclamat la seva innocència, tot i que després es va distanciar de totes les formes de violència política. El 2006 fou totalment rehabilitat pel Tribunal de Torí.
Entre 1978 i principis dels anys vuitanta va ser un dels impulsors del grup Lotta Continua per il Comunismo, que comptava entre els seus líders Angelo Brambilla Pisoni ("Cespuglio") i Gabriele Polo. L'any 1986 va acabar amb el seu activisme polític, dedicant-se íntegrament a la seva activitat com a crític i organitzador de cinema. A la dècada dels vuitanta  va estar entre els fundadors (juntament amb altres antics membres de Lotta Continua) de l'Associació Cultural Hiroshima Mon Amour, i va col·laborar com a crític de cinema al diari La Stampa.
Sempre s'ha conegut amb el nom de Steve, un homenatge a la gran passió de Della Casa pel cinema Peplum i l'actor Steve Reeves. Gran i apassionat aficionat del Torino, dirigeix una columna al portal de referència per als aficionats del Torino, Toro.it, per al qual va treballar com a periodista el seu fill Valentino, en la qual dibuixa paral·lelismes entre les seves grans passions, el cinema i Toro.
L'any 2024 filma el tema, juntament amb Luc Merenda, i és present en el paper d'ell mateix al documental Pretendo l'inferno, dirigit per Eugenio Ercolani.

## Crítica cinematogràfica
Expert en cinema popular italià, després d'haver comissariat la secció "Spazio Italia" des de la seva fundació, va ocupar el càrrec de director del Festival de Cinema de Torí, des del 1999 fins al 2002 i des del 2022. Des de 1994 ha presentat Hollywood Party, un programa de ràdio a Radio 3 (un programa presentat sovint amb Francesco De Gregori, el seu vell amic i gran entusiasta del cinema), i des de 2004 fins al 2004 fins al 2006 del contenidor nocturn La 25a ora - Il cinema espanso a LA7. Des del 2008 és el director artístic del Roma Fiction Fest, un festival íntegrament dedicat al món de la televisió. Des de març de 2014 és director artístic del BA Film Festival de Busto Arsizio. El 17 d'abril de 2024 va ser nomenat comissari de la  Cineteca Nazionale del Centro Sperimentale di Cinematografia.
Autor de nombrosos assaigs i volums sobre cinema, va comissariar les retrospectives La commedia italiana al Festival Internacional de Cinema de Sant Sebastià 1998 i Capitani coraggiosi. Produttori italiani 1945-1975 a la 60a Mostra Internacional de Cinema de Venècia (2003). Col·labora al diari La Stampa i a les revistes de cinema (FilmTv, Cineforum). a dedicar una biografia de tres volums a l'obra de Mario Monicelli. Des del 2006 presideix la Torino Film Commission que, després de la seva arribada, s'ha convertit en un dels promotors i financers més importants del cinema italià.
Ha dirigit diversos documentals, entre ells Anni luce (en competició el 2005 a Venècia), Uomini forti (selecionat a la Festa del Cinema di Roma el 2007), Flaiano: il meglio è passato (fora de concurs a la 67a Mostra Internacional de Cinema de Venècia) i I tarantiniani (fora de curs a la Festa del Cinema di Roma 2013. El documental Perché sono un genio! sobre la vida de Lorenza Mazzetti, coescrit amb Francesco Frisari, va ser seleccionat l'any 2016 al Festival de Cinema de Venècia, en competició a la secció de Clàssics de Venècia. El documental Nessuno mi può giudica sobre musicarelli italians, realitzat juntament amb Chiara Ronchini i produït per l'Istituto Luce, va ser seleccionat a la secció Festa Mobile del Festival de Cinema de Torí 2016. El següent Bulli e pupe - storia sentimentale degli anni '50, realitzat un cop més amb Chiara Ronchini i produït per l'Istituto Luce Festival de Cinema, també va ser presentat a la secció Festa Mobile del Festival de Torí de 2018. El 2019 Boia, maschere e segreti - l'horror italiano degli anni Sessanta, va ser seleccionada al Festival de Cinema de Venècia a la secció de Clàssics de Venècia. El 2021, el documental Django&Django - Corbucci Unchained, dirigit juntament amb Luca Rea, es projecta al Festival de Cinema de Venècia a la selecció oficial. El 2022 es va projectar el documental Jazz Set al Festa del Cinema di Roma i al festival Extra Doc, on va guanyar el premi al millor documental. El 2023 el seu documental "Un'altra Italia era possibile - Il cinema di Giuseppe de Santis" va competir al Festival de Cinema de Venècia a la secció de Clàssics de Venècia.
Des del 4 de març de 2015, comissaria la sèrie Lezioni di cinema, 20 DVD sobre la història del cinema (en els volums primer i novè dels quals parla de cinema mut i comèdia italiana respectivament). Per a la mateixa edició, el 2016 va muntar la sèrie Il cinema di Pier Paolo Pasolini. El 31 de gener de 2014 va guanyar el Nastro d'argento, al millor documenteal amb   I tarantiniani, rodat amb Maurizio Tedesco.

## Filmografia
- Più o meno per Nespolo (+o-x Nespolo), dirigida per Luca Grivet Brancot (2009)
- L'industriale, dirigida per Giuliano Montaldo (2011)
- Benvenuto Presidente!, dirigida per Riccardo Milani (2013)
- Venanzio Revolt: I miei primi 80 anni di cinema, dirigida per Fabrizio Dividi, Marta Evangelisti e Vincenzo Greco (2016)
- Anni Luce (2005), dirigida per Steve Della Casa, Francesca Calvelli, Matteo Spinola
- Uomini forti, dirigida per Steve Della Casa (2006)
- Flaiano il meglio è Passato, dirigida per Steve Della Casa e Giancarlo Rolandi (2010)
- I tarantiniani, dirigida per Steve Della Casa e Maurizio Tedesco (2013)
- Lorenza Mazzetti - Perché sono un genio, dirigida per Steve Della Casa e Francesco Frisari (2016)
- Nessuno ci può giudicare, dirigida per Steve Della Casa e Chiara Ronchini (2016)
- Bulli e pupe, dirigida per Steve Della Casa e Chiara Ronchini (2018)
- Boia, maschere e segreti - l'horror italiano degli anni Sessanta, dirigida per Steve Della Casa (2019)
- Siamo in un film di Alberto Sordi?, dirigida per Steve Della Casa e Caterina Taricano (2020)
- "Zona Franca", dirigida per Steve Della Casa
- Django&Django - Corbucci Unchained, dirigida per Steve Della Casa e Luca Rea (2021)
- Come un gatto in tangenziale - Ritorno a Coccia di Morto, dirigida per Riccardo Milani (2022) - attore
- Jazz Set, dirigida per Steve Della Casa e Caterina Taricano (2022)
- Corro da te, dirigida per Riccardo Milani (2022) - attore
- "Un'altra Italia era possibile - Il cinema di Giuseppe De Santis (2023)
- "Profondo Argento" dirigida per Steve Della Casa e Giancarlo Rolandi (2023)
- "Il ritorno di Maciste" dirigida per Maurizio sciarra (2023)
- "La nostra Monumentr Valley", dirigida per Steve Della Casa e Alberto Crespi (2023)
- La ragazza delle gardenie, dirigida per Christian Olcese - cortometraggio (2024) - Attore[11]

## Obres
- Mario Monicelli, La Nuova Italia, 1986
- Mario Mattoli, La Nuova Italia, 1990
- Riccardo Freda, Bulzoni, 1999
- Dario Argento, il brivido della critica cinematografica, Testo&Immagine, 2000
- Officina torinese. Una passeggiata in cento anni di cinema, Lindau, 2000 (amb Lorenzo Ventavoli)
- Turin, berceau du cinéma italien, Il Castoro, 2001
- Storia e storie del cinema popolare italiano, La Stampa, 2001
- Capitani coraggiosi. Produttori italiani 1945-1975, Electa, 2003
- La buca di Maspero in Scrittori in curva, Marotta e Cafiero, 2009
- Hollywood sul Tevere, Electa, 2010
- Il professor matusa e i suoi hippies, Cinema e musica in Italia, Bonanno 2011
- Pop Film Art. Visual culture, moda e design nel cinema italiano anni '60 e '70, Edizioni Sabinae, Roma (con Dario Edoardo Viganò), 2012
- Sbatti Bellocchio in sesta pagina con Paolo Manera, ed. Donzelli, 2012
- Il grande libro di Ercole. Il cinema mitologico in Italia (con Marco Giusti), Edizioni Sabinae - Centro Sperimentale di Cinematografia, 2013
- Spendor, ed. Laterza, 2014
- Dino Risi. Pensieri, parole, immagini, edizione italiano/inglese, Luce Cinecittà - Edizioni Sabinae - Centro Sperimentale di Cinematografia, 2016
- Acido Fenico, Graphic novel (con Giancarlo De Cataldo e Luca Saviotti), Einaudi Stile Libero, 2016
- L'Italia all'Oscar (con Vincenzo Mollica), Luce Cinecittà - Edizioni Sabinae, 2019
- Menamose, Sagoma editore, 2022
- Argento, due o tre cose che sappiamo di lui, Luce Cinecittà - Edizioni Sabinae, 2023